# フローラ・プリム
フローラ・プリム（Flora Purim、1942年3月6日 - ）は、フュージョン・スタイルの作品で主に知られているブラジルのジャズ・シンガーである。彼女は、チック・コリア、スタンリー・クラークと一緒にリターン・トゥ・フォーエヴァーで彼女の役割を果たした。ディジー・ガレスピー、ギル・エヴァンス、オパ、スタン・ゲッツ、ジョージ・デューク、グレイトフル・デッドのミッキー・ハート、サンタナ、ジャコ・パストリアス、そして夫のアイアート・モレイラを含む、数多くのアーティストとレコーディングおよびパフォーマンスを行っている。
2002年、プリムはブラジルで最高の賞の1つである「2002 Ordem do Rio Branco for Lifetime Achievement」を受賞した。彼女は「ブラジリアン・ジャズの女王」と呼ばれている。

## 略歴
プリムは、クラシック音楽家であるユダヤ人の両親からリオデジャネイロで生まれた。父ナウム・プリムはヴァイオリンを演奏し、母レイチェル・ヴァイスベルクはピアニストであった。
父親が家を空けていたとき、母親はジャズを家で流していた。

「彼女はジャズの78回転のヴァイナル盤（SPレコード）を家に持ち帰って、父が仕事している間に流してくれました。それがジャズという音楽への出会い方でした……基本的にダイナ・ワシントン、ビリー・ホリデイ、そしてフランク・シナトラを聴いていました。また、ビル・エヴァンス、オスカー・ピーターソン、エロル・ガーナーなど、多くのピアノ奏者も母のお気に入りでした」。

プリムは、1960年代初頭にブラジルでキャリアを始めた。この期間中、彼女は『フローラ・エ M.P.M.』と題されたアルバムの録音を行い、そこでカルロス・リラとホベルト・メネスカルによるボサノヴァのスタンダードを歌った。1960年代後半、プリムはエルメート・パスコアールとアイアート・モレイラが率いる「クアルテート・ノーヴォ」のリード・シンガーを務めた。
成人に達した後、プリムはジャズと過激なプロテストソングを混ぜ合わせ、当時の抑圧的なブラジル政府に抗議を行った。1964年のブラジルの軍事クーデターによって歌の歌詞の検閲が行われ、彼女は後に彼女の人生におけるこの期間について次のようにコメントした。「ブラジルを離れたいと思っていました。サンフランシスコ川と呼ばれる川があります。その川で歌っていました。それが海に流れ出たとき、それは私をアメリカに連れて行ってくれるだろう、と」。
ブラジルを離れる少し前に、プリムとアイアート・モレイラは結婚し、1971年頃に娘のダイアナ・ブッカーが誕生した。ダイアナは1998年にクリシュナ・ブッカーと結婚した。クリシュナはジャズ・ベーシストであるウォルター・ブッカーの息子であり、サックス奏者のウェイン・ショーターの甥であり、ピアニストのハービー・ハンコックが名付け親という人物だった。ダイアナは後に両親との生活を「ジプシーのように世界を旅する道で育てられました」と表現した。
1967年にニューヨークに到着し、プリムとモレイラは新しいエレクトリック・ジャズに没頭した。彼らはスタン・ゲッツやギル・エヴァンスとヨーロッパをツアーして回った。1972年、スタンリー・クラークとジョー・ファレルとともに、最初の2枚のアルバムに参加することとなるチック・コリアのフュージョン・バンド、リターン・トゥ・フォーエヴァーのメンバーを務めた。1972年に初リリースとなったセルフタイトル・アルバム『リターン・トゥ・フォーエヴァー』と、続く同年リリースのアルバム『ライト・アズ・ア・フェザー』は、どちらも熱烈なレビューを受けた。1973年、プリムはアメリカでの最初のソロ・アルバム『バタフライ・ドリームス』をリリースした。それは好評となり、すぐに彼女は『ダウン・ビート』誌の読者投票でトップ5・ジャズ歌手の1人に選ばれた。プリムはまた、野外フェスティバルや1970年代までのジャズやクラシックのアルバムで、カルロス・サンタナやミッキー・ハートと協力した。1970年代初頭、プリムはコカイン所持のために逮捕され、一時的に投獄されている。
1970年代を通じて、プリムはマイルストーン・レーベルからの一連のアルバムをリリースした。彼女と夫のアイアートはウルグアイのバンド、オパ（ウルグアイでは「こんにちは」を意味する）に関わった。マーティン・ピチンソンがマネージメントしている間、プリムはバンドのセカンド・アルバム『Magic Time』にてボーカルでコラボレーションし、その見返りとして、オパはフローラのアルバム『ナッシング・ウィル・ビー・アズ・イット・ワズ…トゥモロウ』（ワーナー・レコード）の「Corre Niña」で演奏した。地球の反対側であるアジア、とりわけフィリピンにおける彼女の最大のソロ・ヒットは「Angels」である。
1980年代、ディジー・ガレスピーのユナイテッド・ネイション・オーケストラとツアーを行ったプリムは、ガレスピーのグラミー賞を受賞した1990年リリースのアルバム『Live at the Royal Festival Hall』（1989年6月10日、ロンドンにて収録）で最高潮に達した。そして1990年代には、元グレイトフル・デッドのドラマーであるミッキー・ハートのグラミー賞を受賞したアルバム『Planet Drum』で歌った。1990年代後半に、プリムは自分のアルバム『スピード・オブ・ライト』をリリースし、ロンドンのソーホーにあるロニー・スコッツ・ジャズ・クラブにおける1か月公演から、ビリー・コブハム、フレディ・ラヴェル、ジョージ・デューク、デビッド・ツァイハー、ウォルフレド・レイジェス・ジュニア、アルフォンソ・ジョンソン、チャンギート、フレディ・サンティアゴ、ジョバンニ・イダルゴの貢献による新しいバンドと共にワールド・ツアーを行った。チル・ファクターとプリムの娘ダイアナからの作曲と演奏の大きな貢献もあった。
1990年代を通じて、プリムは数多くの幅広いプロジェクトに取り組んだ。プロジェクトの1つは「フォース・ワールド」と呼ばれるヘヴィ・ラテンジャズ・グループで、彼女と彼女の夫であるアイアート・モレイラ、ゲイリー・ミーク、ゲイリー・ブラウン、ジョゼ・ネト、ジョヴィーノ・サントス・ネトで構成されていた。彼らは多数のアルバムと、12インチのシングル「Fourth World」「Encounters With the Fourth World」「Last Journey」、そして世界中の人気エレクトロニックDJたちによる彼らの曲のリミックスをフィーチャーしたアルバム『Return Journey』をリリースした。バンドの最後のアルバム・リリースは2000年であった。
1996年、プリムと夫のアイアートは、Red Hot Organizationが制作したAIDSベネフィット・アルバム『レッド・ホット&リオ』にて、収録曲「Non-Fiction Burning」をP.M.ドーンとコラボレートした。

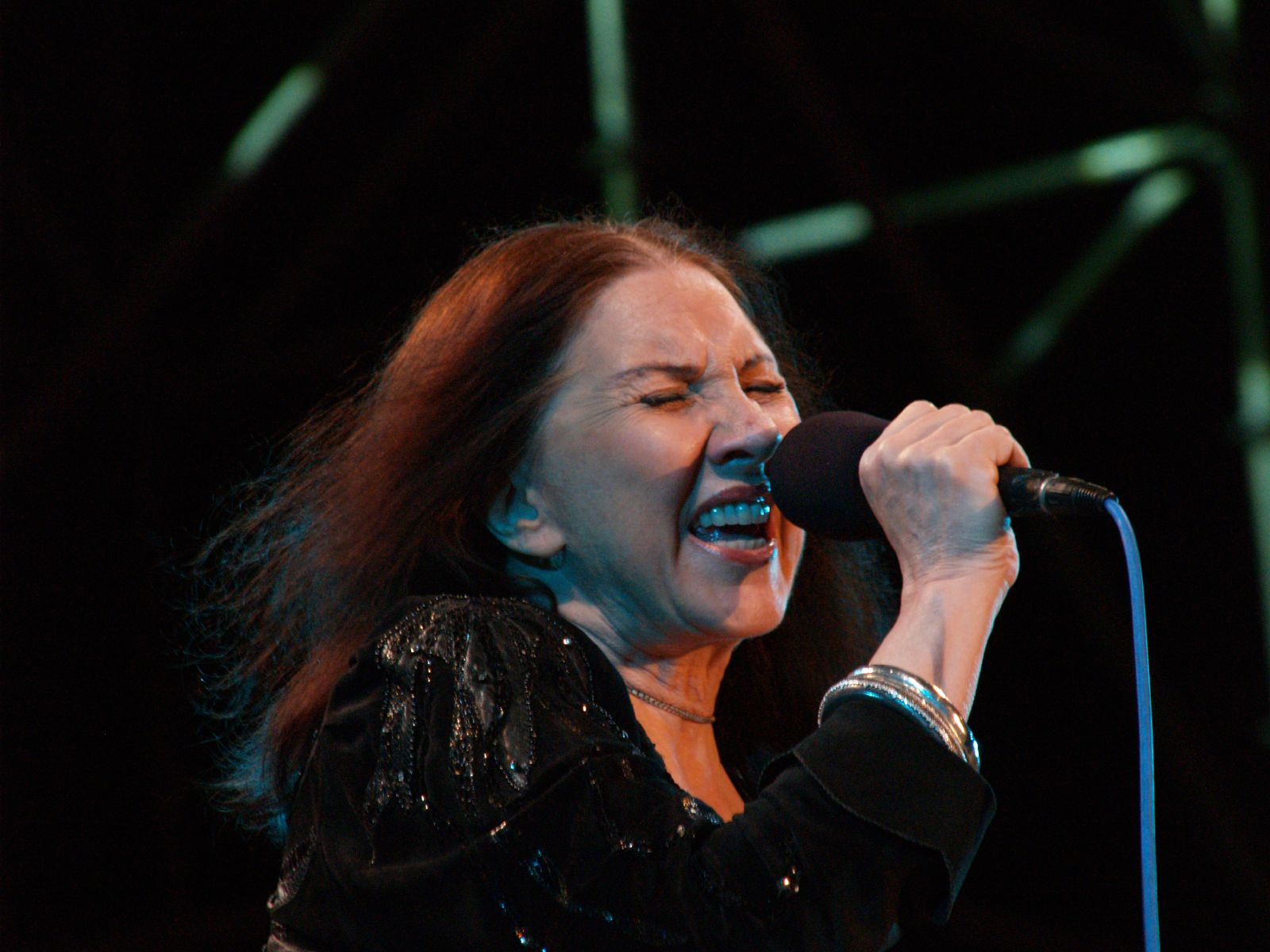
コンサートでのプリム（2007年）

新世紀に入り、2枚のレコーディング作品がリリースされた。『Perpetual Emotion』（2001年）と、ブラジルの偉大な作曲家の1人であるミルトン・ナシメントを採り上げたクロスオーバー・オマージュ『Flora Purim Sings Milton Nascimento』（2000年）である。2002年、ロンドンのロニー・スコッツ・ジャズ・クラブに滞在中に、プリムと夫のアイアートは、イギリスのプロデューサーであるダレン・アリソンと有名なフラメンコ・ギタリストのフアン・マルティンと、後者のアルバム『Camino Latino』でコラボレーションを行った。2005年、彼女はかつてリターン・トゥ・フォーエヴァーのバンドリーダーだったチック・コリアと再共演した。2010年現在、プリムはまだ積極的にツアーを行っている。
彼女の主な音楽的影響の1つは、ブラジルのミュージシャン、エルメート・パスコアールによるものである。プリムは、パスコアールについて「ハモンドB3オルガン、フルート、サックス、パーカッション、ギターを演奏していました。彼は今まで出会った中で最も完全なミュージシャンの1人です」と語っている。彼はまた彼女の声のトレーニングを手助けした。彼女はまた、チック・コリアに大きな借りがあり、彼の作品のいくつかの録音にボーカルを追加するよう依頼された際に、彼女が最もよく知られているフュージョン・ジャズ・スタイルを発見した。
プリムは珍しい6オクターブの声を持っている。彼女のボーカル・スタイルはサラ・ヴォーンとエラ・フィッツジェラルドの影響を受けており、メロディやリズムに触れずに歌詞から言葉のない言葉へと変化していく。彼女はギル・エヴァンスとの初期のツアーの間に彼女のボーカル・レパートリーを広げていった。1980年代にガレスピーのユナイテッド・ネイション・オーケストラと一緒に3年間世界を旅しながら、さらにレパートリーを広げ、伝統的なメインストリーム・ジャズ、ビバップ、伝統的なブラジルの2/4ビートではなく4/4タイムで曲を演奏した。
プリムは、ここ数十年の間、「私のベッドサイドには2枚のアルバムがあります。それは、マイルス・デイヴィスとギル・エヴァンスの最初のコラボレーションである『マイルス・アヘッド』、そしてジェフ・ベックによる『ブロウ・バイ・ブロウ』です。毎晩、そばに置いています」 。

## 投獄とFCIターミナル・アイランド・コンサート
プリムは1974年8月、コカイン所持のためにカリフォルニア州ロサンゼルスにある連邦矯正機関（Federal Correctional Institution＝FCI）ターミナル・アイランドに投獄され、受刑者番号2775を与えられた。彼女は1974年から1976年までの1年半に及んだ投獄中の1976年3月3日に、キャノンボール・アダレイ、ジョージ・デューク、アイアート・モレイラ、ミロスラフ・ヴィトウス、ラウル・ジ・スーザ、レオン・チャンクラーなどの有名なミュージシャンを招き入れ、コンサートを開催した。プリムは平然と、リハーサル時間をほとんどまたはまったく取らずに、このコンサートを約1時間にわたって行った。1つのパフォーマンスは、ロサンゼルスを拠点とするジャズ・ステーションであるKBCA FM（105.1）にてラジオ放送された。彼らが演奏した曲の中には、チック・コリアの「Light as a Feather」「500 Miles High」「Celebration Suite」などがあった。民間人と収容者の間でこうした協力が行われたのは、これが初めてのことだった。

## 信仰
プリムの母親、レイチェル・ヴァイスベルクはブラジル系ユダヤ人。彼女の父親のナウム・プリム（1912年-1992年）は、当時ロシア帝国（現在はウクライナ）の一部であったモヒリーウから来たルーマニアのユダヤ人移民であった。彼女の妹ヤナ・プリム（バーンスタイン）もジャズ歌手である。「プリム」は聖書の『エステル記』に記録されているように、ユダヤ人を根絶するための陰謀からのユダヤ人解放を記念する毎年恒例となっているユダヤ人の祭りの名前でもある。したがって、プリムはおそらく彼女の父親を通してユダヤ人の祖先を持っている。彼女はまた主にディジー・ガレスピーの影響によってバハイ教を信仰している。1993年にガレスピーが亡くなったため、2002年にプリムは彼女への影響についてコメントするようになった。「…彼は私に多くの洞察と精神性を与えてくれたので、彼のことも愛しました。彼は私に彼の祈りの本さえくださいました…」。

## 賞と栄誉
- 4度の『ダウン・ビート』誌、ベスト女性ジャズ・ボーカリスト受賞[7]
- ベスト女性ジャズ・パフォーマンスでグラミー賞に2回ノミネート[7]
- グラミー賞を受賞した2枚のアルバムに参加[7]
  - ディジー・ガレスピー・アンド・ユナイテッド・ネイション・オーケストラの『Live at the Royal Festival Hall』（1989年6月10日、ロンドンにて収録）（1990年）※ベスト・ジャズ・アルバム
  - ミッキー・ハートの『Planet Drum』（1991年）※ベスト・ワールドミュージック・アルバム
- 2002年9月、ブラジルのフェルナンド・エンリケ・カルドーゾ大統領は、プリムとモレイラをブラジルの国際関係の促進に大きく貢献した人々にとって、ブラジルで最も高い栄誉の1つである「リオ・ブランコ勲章」に指名した[9]。

## ディスコグラフィ

### リーダー・アルバム
- 『フローラ・エ M.P.M.』 - Flora E M.P.M. (1964年、RCA) ※旧邦題『私はカリオカ』
- 『バタフライ・ドリームス』 - Butterfly Dreams (1973年、Milestone)
- 『ストーリーズ・トゥ・テル』 - Stories to Tell (1974年、Milestone)
- 『500マイルズ・ハイ』 - 500 Miles High (1976年、Milestone)
- 『オープン・ユア・アイズ・ユー・キャン・フライ』 - Open Your Eyes You Can Fly (1976年、Milestone)
- 『邂逅』 - Encounter (1977年、Milestone)
- 『ナッシング・ウィル・ビー・アズ・イット・ワズ…トゥモロウ』 - Nothing Will Be As It Was...Tomorrow (1977年、Warner Bros.) ※旧邦題『新生』
- 『エヴリデイ、エヴリナイト』 - Everyday, Everynight (1978年、Warner Bros.)
- 『ザッツ・ホワット・シー・セッド』 - That's What She Said (1978年、Milestone)
- 『キャリー・オン』 - Carry On (1979年、Warner Bros.)
- Dafos (1983年、Reference) ※with ミッキー・ハート、アイアート・モレイラ
- 『ハンブル・ピープル』 - Humble People (1985年、Concord Jazz) ※with アイアート・モレイラ
- Three-Way Mirror (1985年、Reference) ※with アイアート・モレイラ、ジョー・ファレル
- 『マジシャンズ』 - The Magicians (1986年、Crossover) ※with アイアート・モレイラ
- The Colours of Life (1988年、In+Out) ※with アイアート・モレイラ
- 『ザ・ミッドナイト・サン』 - The Midnight Sun (1988年、Venture)
- 『日時計』 - The Sun Is Out (1989年、Crossover) ※with アイアート・モレイラ
- Queen of the Night (1992年、Sound Wave)
- The Flight (1994年、B&W Music)
- 『スピード・オブ・ライト』 - Speed of Light (1995年、B&W Music)
- Flora Purim Sings Milton Nascimento (2000年、Narada)
- Perpetual Emotion (2000年、Narada)
- Speak No Evil (2002年、Narada)
- Flora's Song (2005年、Narada)
- Live in Berkeley (2012年、Airflow) ※with アイアート・モレイラ

### アイアート・モレイラ
- 『ナチュラル・フィーリングス』 - Natural Feelings (1970年、Buddah)
- 『ジャズ・ノヴァの芽生え』 - Seeds On the Ground (1971年、Buddah)
- 『フリー』 - Free (1972年、CTI)
- 『フィンガーズ』 - Fingers  (1973年、CTI)
- 『ヴァージン・ランド』 - Virgin Land (Salvation, 1974年、)
- 『アイデンティティー』 - Identity (1975年、Arista)
- 『プロミセス・オブ・ザ・サン』 - Promises of the Sun (1976年、Arista)
- 『アイム・ファイン、ハウ・アー・ユー?』 - I'm Fine. How Are You? (1977年、Warner Bros.)
- 『タッチング・ユー、タッチング・ミー』 - Touching You...Touching Me (1979年、Warner Bros.)
- Wings of Imagination (Concord, 2001年、)

### フォース・ワールド
- Fourth World Recorded live at Ronnie Scott's (1992年)
- Fourth World (1993年)
- Fourth World [live] (1995年)
- Encounters of the Fourth World (1995年)
- Last Journey (1999年)

### 参加アルバム
- デューク・ピアソン : 『ハウ・インセンシティヴ』 - How Insensitive (1969年)
- デューク・ピアソン : 『イット・クッド・オンリー・ハプン・ウィズ・ユー』 - It Could Only Happen with You (1970年)
- チック・コリア : 『リターン・トゥ・フォーエヴァー』 - Return to Forever (1972年)
- リターン・トゥ・フォーエヴァー : 『ライト・アズ・ア・フェザー』 - Light as a Feather (1972年)
- サンタナ : 『ウェルカム』 - Welcome (1973年)
- サンタナ : 『不死蝶』 - Borboletta (1974年)
- ジョージ・デューク : 『ジョージ・デューク&フィール』 - Feel (1974年)
- エルメート・パスコアール : 『スレイヴス・マス』 - Slaves Mass (1976年)
- オパ : Magic Time (1977年)
- マイケル・フランクス : 『タイガー・イン・ザ・レイン』 - Tiger in the Rain (1979年)
- ジョージ・デューク : 『ブラジリアン・ラヴ・アフェア』 - A Brazilian Love Affair (1980年)
- リズム・デヴィルズ : The Apocalypse Now Sessions (1980年)
- 松岡直也、土岐英史 : 『パシフィック・ジャム』 - Pacific Jam (1981年)
- ジョー・サンプル : 『ヴォイセス・イン・ザ・レイン』 - Voices in the Rain (1981年)
- ディジー・ガレスピー : Live at the Royal Festival Hall (1990年)
- CTIオールスターズ : 『リズムスティック』 - Rhythmstick (1990年、CTI) ※with ディジー・ガレスピー
- Various Artists : 『レッド・ホット&リオ』 - Red Hot + Rio (1996年) ※P.M.ドーン、アイアート・モレイラと1曲参加
- ローソン・ロリンズ : Infinita (2008年)
- ローソン・ロリンズ : Espirito (2010年)

## フィルモグラフィ

### リーダー作品
- Airto & Flora Purim: The Latin Jazz All-Stars (2006年)[19]

### 参加作品
- CTIオールスターズ : 『リズムスティック』 - Rhythmstick (1990年、CTI)
- ディジー・ガレスピー : Live at the Royal Festival Hall (1990年、Enja)
- ボビー・ハッチャーソン&フローラ・プリム : Cool Summer (2006年)